# Andriej Dołgow
Andriej Siergiejewicz Dołgow (ros. Андреи Сергеевич Долгов; ur. 2 stycznia 1975 w Nowokuźniecku) – rosyjski hokeista.

## Kariera
- Mietałłurg Nowokuźnieck (1992–1993)
- CSKA Moskwa (1993–1995)
- Chimik Woskriesiensk (1994–1995)
- Siewierstal Czerepowiec (1995–1996)
- Mietałłurg Nowokuźnieck (1995–1996)
- Mołot-Prikamje Perm (1996–1997)
- CSKA Moskwa (1997–1998)
- Witiaź Podolsk (1998–1999)
- SKH Sanok (1999–2000)
- GKS Katowice (2000–2001)
- Kapitan Stupino (2001–2003)
- HK Kieramin Mińsk (2003–2004)
- HK Nioman Grodno (2003–2005)
- Titan Klin (2004–2005)
- HK Chimwołokno Mohylew (2005–2006)
- HK Brześć (2006–2007)
- Kapitan Stupino (2007–2008)

W sezonie 1999/2000 grał w polskim zespole SKH Sanok (wraz z nim występował wówczas jego rodacy Michaił Biełobragin i Wadim Popow). Kolejny sezon 2000/2001 rozpoczął w Sanoku, po czym w połowie października 2000 odszedł do GKS Katowice (wraz z nim Juryj Czuch).
W 2009 został trenerem zespołu młodzików Sieriebnaja Zwiezda 2002 w Moskwie.

## Sukcesy
Klubowe
- Srebrny medal mistrzostw Białorusi: 2004 z Kieraminem Mińsk
- Mistrzostwo Wschodnioeuropejskiej Ligi Hokejowej: 2004 z Kieraminem Mińsk
- Srebrny medal mistrzostw Polski: 2001 z GKS Katowice